# Onthophagus bartosi
Onthophagus bartosi là một loài bọ cánh cứng trong họ Bọ hung (Scarabaeidae).